# Mazatonal
Mazatonal är en ort i Mexiko.   Den ligger i kommunen Yaonáhuac och delstaten Puebla, i den sydöstra delen av landet, 180 km öster om huvudstaden Mexico City. Mazatonal ligger 1 737 meter över havet och antalet invånare är 124.
Terrängen runt Mazatonal är kuperad söderut, men norrut är den bergig. Terrängen runt Mazatonal sluttar norrut. Runt Mazatonal är det ganska tätbefolkat, med 199 invånare per kvadratkilometer. Närmaste större samhälle är Teziutlan, 12,8 km sydost om Mazatonal. I omgivningarna runt Mazatonal växer huvudsakligen savannskog.